# Astra A–100
Az Astra A–100 a spanyol Astra Unceta Y Compañia S.A. fegyvergyár 1990–2006 között gyártott félatomata maroklőfegyvere.

## Története
Az Astra A-90-es továbbfejlesztéseként 1993-ban mutatták be az új A–100-as pisztolyt a németországi Nürnberg városában megrendezett nemzetközi fegyvervásáron. Az Astra ekkor már elvesztette a csatát a számos országban megtartott fegyverpróbákon, amelyeket a katonai és rendőrségi szolgálati pisztolyok cseréje kapcsán kiírt pályázati versenyek keretében tartottak. A pisztolyt a fegyverek polgári piacán elért részesedés növelésének céljával tervezték. Az Astra A–100-nak a Panther fantázianevet adták. Mostanára az Astrának sikerült ezzel a pisztollyal tért hódítania a belföldi piacon, a modellt a spanyol rendőrség számára értékesíti.

## Működése, műszaki megoldásai
A fegyver revolverező elsütőszerkezetű, 9×19 mm Parabellum, .40 S&W és .45 ACP űrméretben készül. Működését tekintve a Browning-féle rövid csőhátrasiklásos billenőcsöves reteszelést alkalmazták, ahol a csövön kialakított borda a szánban lévő vájatba kapcsolódva biztosítja a megfelelő zárolást. A pisztolyon a SIG Sauer családnál jól ismert kezelőszerveket találhatóak, amely egy kakasfesztelenítő kar, egy szánakasztó és egy a fegyver szétszedésére szolgáló szétszedőkar, amelyet a Sig-eken megszokottól eltérően a fegyver jobb oldalára helyezték. Ezt elfordítva a szán a fegyverről előre lecsúsztatható és a cső illetve a helyretoló rugó kiszedhető. A fegyver teljesen acél építésű, beleértve az irányzékokat is, ahol a nézőke oldal irányban egy csavar segítségével állítható.
A lőfegyver nem rendelkezik manuális biztosítóval, de a kakasfesztelenítő és a passzív ütőszeg biztosítás miatt a fegyvert lehet biztonságosan csőre töltve, fesztelenítve viselni. A kakas biztonsági félállással is rendelkezik, amely megakadályozza, hogy a kakas az ütőszegre csapjon vagy elérje azt anélkül, hogy az elsütő billentyűt működtetnénk.

## Változatai
- A-100 Duo Panther nikkelezett tokkal és barnított szánnal
- A-100 Panther Inox rozsdamentes acél kivitelben